# Kastkriget i Yucatán
Kastkriget i Yucatán var en konflikt som uppstod till följd av att Republiken Yucatán förklarade sig självständigt från Mexikos förenta stater. Landets mayaindianer och andra ursprungsfolk ansåg sig bli förtryckta av mestiser och vita invånare, och startade ett uppror med målet att utvisa och avlägsna sina mestisiska och vita förtryckare. Kriget var en av historiens mest långvariga uppror mot en postkolonial regering, och har fått sin namn efter begreppet castas, den övergripande termen för de raskategorier som uppkommit i Nya Spanien.

## Förlopp
Ett långvarigt krig utbröt mellan yucateco i nordvästra Yucatán och mayaindianerna i sydöst. Republiken Yucatáns regering tvingades begära militär hjälp från Mexiko, vilket godkändes i utbyte mot att Republiken Yucatán återanslöt sig till Mexikos förenta stater. Kriget slutade officiellt med att Mexikos armé 1901 ockuperade Chan Santa Cruz, där mayaindianerna hade sitt starkaste fäste, men sammandrabbningar med byar och andra mindre bosättningar, som vägrade erkänna Mexikos överhöghet, fortsatte fram till 1933.